# Ermin Velić
Ermin Velić (en serbe : Ермин Велић), né le 1er avril 1959 à Jajce en Yougoslavie (aujourd'hui en Bosnie-Herzégovine), est un joueur international yougoslave puis entraîneur français de handball .
Avec l'équipe de Yougoslavie, il est vice-champion du monde en 1982 puis remporte la médaille de bronze aux Jeux olympiques de 1988.

## Biographie
Après avoir évolué à compter de 1978 au RK Borac Banja Luka, l'un des meilleurs clubs yougoslaves et européen des années 1970, il retrouve en 1989 son compatriote Mile Isaković à l'US Créteil qui vient de décrocher le titre de champion de France et de disputer la finale de la Coupe des Coupes, la première pour un club français. Toutefois, il n'est recruté que pour jouer en coupe d'Europe aux côtés de Frédéric Perez, contribuant à la première demi-finale de la Coupe des clubs champions d'un club français, perdue face au FC Barcelone. S'il passe la saison 1990-1991 au SLUC Nancy, il revient la saison suivante à Créteil où il évolue jusqu'en 1994, obtenant la nationalité française en 1992.
En 1994, il rejoint le Handball Saint-Brice 95 qui vient alors d’accéder à la Division 1 puis l’USM Gagny alors en pleine tourmente et qui termine bon dernier du Championnat de France.
Avec l'équipe de Yougoslavie, il est vice-champion du monde en 1982. Il participe ensuite aux Jeux olympiques de 1988 (il compte alors 92 sélections et 2 buts) où il remporte la médaille de bronze. Enfin, au Championnat du monde 1990, Velic et les Yougoslaves s'inclinent dans le match pour la 3e place face à Roumanie et termine donc au pied du podium.
Il devient par la suite entraîneur, notamment à l'US Créteil en tant qu'entraîneur de gardien
En 2005, Ermin Velić prend la direction de l'équipe première du CSM Puteaux Handball alors au niveau régional. Il construit une équipe issue des catégories jeunes du club, notamment les générations ayant accéder aux championnats de France -18 ans. Il conduit l'équipe au niveau national avec notamment un parcours en coupe de France historique pour le club puisqu'il accède aux 32es de finale en 2008. Ses 7 saisons à la tête de l'équipe première du CSM Puteaux ont permis au club de retrouver le niveau National après 13 années d'absence, d'augmenter la fréquentation de la salle, d'augmenter le nombre d'adhérents et de rayonner davantage au niveau francilien et national.
En 2012, il devient l'entraîneur du club de Sainte-Geneviève-des-Bois.

## Palmarès de joueur

### En sélection nationale
- Jeux olympiques[1]
  -  Médaille de bronze aux Jeux olympiques de 1988 à Séoul
- Championnats du monde
  -  Médaille d'argent au Championnat du monde 1982 en Allemagne
  - 4e place au Championnat du monde 1990

### En clubs
- Vainqueur du Championnat de Yougoslavie (1) : 1981
  - vice-champion en 1985 et 1990
- Vainqueur de la Coupe de Yougoslavie (1) : 1979
- Finaliste de la Coupe de France (1) : 1993
- 3e du Championnat de France en 1991-1992

### Distinctions individuelles
- élu meilleur sportif de l'année du club omnisports du Borac Banja Luka en 1982